# جيل الفراولة
هو مصطلح جديد في اللغة الصينية  يشير إلى الأشخاص التايوانيين الذين ولدوا في عام 1982 وما بعده الذين يشبهون الفراولة، بما معناه أنهم لا يستطيعون تحمل الضغوط الاجتماعية أو العمل بجدٍ مثل جيل آبائهم. ويشير المصطلح إلى الأشخاص المدللين، والأنانيين، والمتكبرين، والبطيئين في العمل.
ظهر هذا المصطلح من النظرة إلى أن أبناء هذا الجيل قد كبروا في بيئة مليئة بالرخاء الاقتصادي، مماثل لكيفية زراعة الفراولة في ظروف ملائمة ويكون لها سعر أعلى مقارنة بغيرها من الفواكة.
بدأ هذا المصطلح بلفت أنظار الصحافة في شرق آسيا، حيث يمكن لجيل الفراولة أن يكون النظير الآسيوي لجيل الألفية في العالم الغربي.

## السخرية

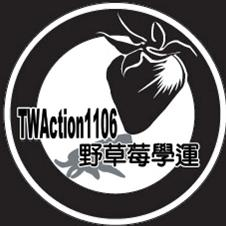
اللوغو الرسمي لجيل الفراولة الفراولة البرية

وفي إشارة ساخرة إلى هذا المصطلح، بدأت حركة سياسية يقودها الطلاب في تايوان عام 2008 حركة «الفراولة البرية». كانت هذه الحركة رداً على زيارة رئيس جمعية العلاقات عبر مضيق تايوان تشن يون لين إلى الجزيرة. وأدت أعمال الشرطة على الاحتجاجات التي استهدفت تشن إلى قمع عرض العلم الوطني لتايوان وعزف الأغاني التايوانية. دفع هذا مجموعة من 400 طالب في تايبيه، تايوان، لبدء اعتصام احتجاجًا على قانون موكب تايوان التجريبي.